# Syllepte neurogramma
Syllepte neurogramma là một loài bướm đêm trong họ Crambidae.